# Protodonata
Los protodonatos (Protodonata) o meganisópteros (Meganisoptera) son un orden extinto de grandes insectos paleópteros que vivieron desde el Carbonífero Medio al Pérmico Superior. Tenían un aspecto similar a los odonatos actuales, con los que están relacionados. Aunque la mayoría eran solo un poco mayores que las libélulas de hoy en día, algunos alcanzaron dimensiones gigantescas; Meganeura, Megatypus y Meganeuropsis, con la envergadura de un águila (unos 70 cm) son los insectos conocidos de mayor tamaño.

## Características
La mayoría de los especímenes se conocen solo a partir de fragmentos de ala; solo se conocen unas pocas alas completas y aún menos impresiones de cuerpos en las que se aprecia una cabeza globosa provista de grandes mandíbulas dentadas, patas espinosas, tórax grande y abdomen largo y estrecho similar al de los odonatos. Seguramente eran depredadores.
Las alas anteriores y posteriores tienen una venación similar (un carácter considerado primitivo) excepto porque las posteriores tienen un área anal mayor. Las alas anteriores son en general más estrechas y ligeramente más largas que las posteriores. A diferencia de los auténticos odonatos, carecen de pterostigma y la venación alar es algo más simple.
Se conocen también algunas ninfas en las que se aprecian unas piezas bucales similares a las de las modernas libélulas, lo que sugiere que eran también activos depredadores acuáticos.